# Tournoi des douze
Navigation
Édition suivante
Le Tournoi des Douze 1930-1931 est la première édition d'un championnat mise en place par l'Union française de rugby amateur, organisation sportive regroupant plusieurs clubs de rugby à XV dissidents, auparavant membres de la Fédération française de rugby à XV.
Au terme d'un championnat entre douze équipes, le Stade toulousain remporte cette première édition. Pour ponctuer la saison d'une rencontre de prestige, le vainqueur, le Stade toulousain, affronte une sélection des meilleurs joueurs de l'UFRA en fin de saison.

## Classement général
Le classement général au 4 mai 1931 est le suivant :
| Rang | Club               | Pts | J  | V  | N | D  | PP  | PC  | Diff  |
| ---- | ------------------ | --- | -- | -- | - | -- | --- | --- | ----- |
| 1    | Stade toulousain   |     | 22 | 15 | 3 | 4  | 310 | 123 | +187  |
| 2    | Stade français     |     | 22 | 14 | 5 | 3  | 254 | 81  | + 173 |
| 3    | Section paloise    |     | 22 | 15 | 2 | 5  | 221 | 125 | + 96  |
| 4    | Biarritz olympique |     | 22 | 11 | 5 | 6  | 195 | 150 | + 45  |
| 5    | US Perpignan       |     | 21 | 10 | 4 | 7  | 169 | 143 | + 26  |
| 6    | Aviron bayonnais   |     | 22 | 10 | 2 | 10 | 170 | 180 | - 10  |
| 7    | SAU Limoges        |     | 21 | 6  | 2 | 13 | 150 | 198 | - 48  |
| 8    | AS Carcassonne     |     | 20 | 6  | 2 | 13 | 118 | 168 | - 50  |
| 9    | FC Grenoble        |     | 22 | 7  | 3 | 12 | 114 | 171 | - 57  |
| 10   | Stade bordelais    |     | 21 | 6  | 4 | 11 | 139 | 224 | - 85  |
| 11   | FC Lyon            |     | 21 | 5  | 3 | 13 | 104 | 210 | - 106 |
| 12   | Stade nantais      |     | 22 | 5  | 3 | 14 | 84  | 255 | - 171 |

## Effectifs des équipes présentes
| Stade toulousain | Albert Ambert Michel Bénazet Louis Bès Sylvain Bès Alex Bioussa Gérald Branca René Corbarrieu Danglade Delbosc Laurent Louis Magnol Puech Puig François Raymond Vignolles |